# Jungfernstieg (Stralsund)
Der Jungfernstieg in Stralsund verbindet den Tribseer Damm auf Höhe des Stralsunder Hauptbahnhofs mit dem Carl-Heydemann-Ring und der Friedrich-Engels-Straße. Die Wolfgang-Heinze-Straße, die Rudolf-Breitscheid-Straße und der Küterdamm gehen vom Jungfernstieg ab.

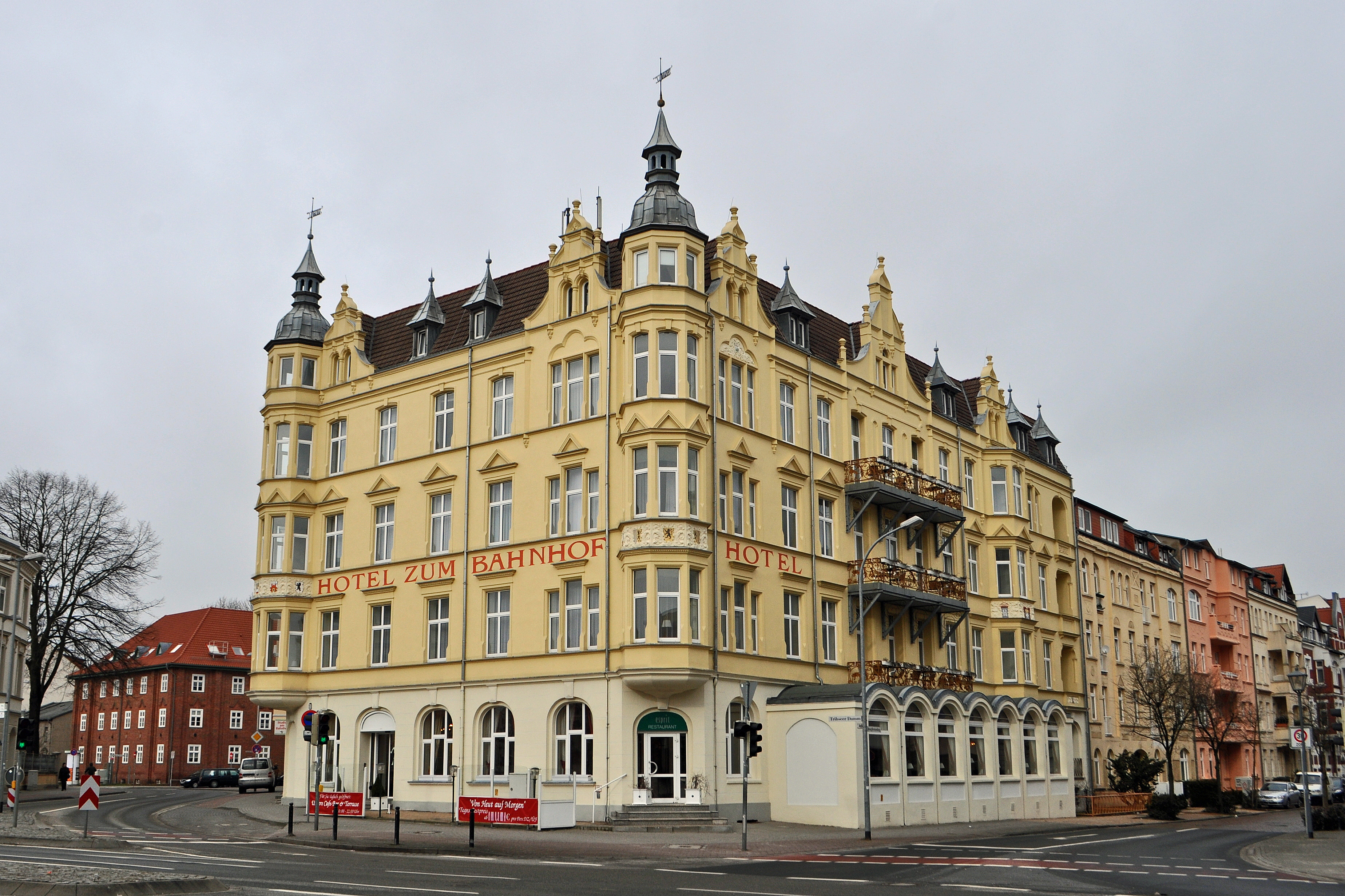
Blick vom Hauptbahnhof am Tribseer Damm, links in die Barther Straße und rechts in den Jungfernstieg (2013)

Die im Stadtteil Tribseer Vorstadt gelegene Straße verläuft am Knieperteich vorbei.
Die Straße ist im Jahr 1427 als Jungvruwenstieg nachweisbar.
Die Namensgebung ist nicht ganz geklärt. Während der Namensbestandteil „-stieg“ bzw. Steig klar ist, gibt es für den Namensbestandteil Jungfer bzw. jungvruw mindestens zwei Erklärungen. Wahrscheinlich stammt der Name von den Nonnen des einst in der Nähe befindlichen, im Jahr 1421 gegründeten Brigittenklosters Stralsund. Eine andere Erklärung aus dem Bereich der Sagen zielt auf im nahen Knieperteich lebende, manchmal an Land erschienene „Wasserjungfern“, eine Art Meerjungfrau, ab.
Zahlreiche Gebäude in der Straße sind in die Liste der Baudenkmale Stralsunds eingetragen und stehen unter Denkmalschutz, nämlich die Wohnhäuser Jungfernstieg 1, Jungfernstieg 3 a, Jungfernstieg 3 b, Jungfernstieg 4, Jungfernstieg 4 a, Jungfernstieg 4 b, Jungfernstieg 4 c, Jungfernstieg 5 a, Jungfernstieg 6, Jungfernstieg 7, Jungfernstieg 10 a–d, Jungfernstieg 12, Jungfernstieg 12 b, Jungfernstieg 13, Jungfernstieg 14, Jungfernstieg 15, Jungfernstieg 16, Jungfernstieg 16 a, Jungfernstieg 17, Jungfernstieg 18, Jungfernstieg 19, Jungfernstieg 20, Jungfernstieg 21, Jungfernstieg 22, Jungfernstieg 23, Jungfernstieg 24, Jungfernstieg 25, Jungfernstieg 26, Jungfernstieg 27 und Jungfernstieg 28, außerdem die Straßenpflasterung und Allee der Straße.
Eine Buslinie des SWS Nahverkehr verkehrt durch den Jungfernstieg.